# Шуршина, Ксения Захаровна
Ксения Захаровна Шуршина (1914 — 1987) ― советский передовик текстильной промышленности, ткачиха фабрики имени Ногина, Клинцы, почётный гражданин города Клинцы (1978). Депутат Верховного Совета СССР 1-го созыва.

## Биография
Шуршина Ксения Захаровна родилась в 1914 году в городе Клинцы, в семье рабочих.
Свою трудовую деятельность начала в 1930 году. Стала работать ткачихой на фабрике имени Ногина, была инициатором стахановского движения в городе Клинцы. В дальнейшем была назначена на должность директора этого предприятия.
В 1937 году избралась депутатом Верховного Совета СССР 1-го созыва.
В 1939 году была представлена к награждению Орденом Ленина. Отправилась учиться в Московскую академию имени Молотова, которую окончить не смогла - помешала Великая Отечественная война. В суровые годы войны Ксения Захаровна трудилась в Наркомате лёгкой промышленности СССР, работала в аппарате Центрального Комитета партии. После освобождения города Клинцы от немецко-фашистской оккупации, в 1943 году, Шуршина вернулась в родной город. С 1946 года она работала в должности председателя городского Совета.
С 1953 по 1956 годы трудилась на должности инструктора Брянского обкома КПСС, а затем до 1960 года была секретарём партийного бюро швейной фабрики имени Сталина в городе Брянске. В 1960 году по состоянию здоровья вышла на трудовую пенсию, но еще на протяжении 14 лет работала на общественных началах членом партийной комиссии при Советском РК КПСС города Брянска.
Решением органов муниципальной власти в 1978 году Шуршиной Ксении Захаровны было присвоено звание «Почетный гражданин города Клинцы».
Проживала в городе Брянске Брянской области. Умерла в 1987 году.

## Награды и звания
- Орден Ленина (07.04.1939)
- Почётный гражданин города Клинцы (1978).